# Migrations environnementales et climatiques
Les migrations environnementales et climatiques sont des déplacements de population, temporaires ou définitifs, causés par des changements environnementaux ou climatiques (réfugiés climatiques). Les migrations climatiques ne forment qu'une partie des migrations environnementales. Le concept, apparu dans un rapport du PNUE, remonterait aux années 1980, mais son champ est encore débattu dans la communauté scientifique.

## Enjeux liés aux migrations environnementales et climatiques
L’histoire de notre planète a été marquée par les événements naturels ayant poussé les êtres humains à se déplacer vers des endroits qualifiés de moins hostiles.
Néanmoins, Eric Lambin comme Diane C. Bates suggèrent que l’on aurait trop tendance à la raccrocher aux raisons environnementales et non plus économiques de migrer, la distinguant alors de celle de « migrations économiques ».
Certains cas concrets montrent la concordance des facteurs climatiques et socio-économiques. Par exemple, l’absence de lobbies à Chiapas (Mexique) pour protéger la déforestation extensive qui cause des coulées de boue durant la saison des pluies, serait entre autres due à la marginalisation de la population indigène de la région victime de ces phénomènes (Faist et Schade, 2013), rendant cette problématique encore plus actuelle et importante.
Le phénomène de déplacements de populations est réel et les exemples sont nombreux : les déplacements temporaires ou permanents causés par les inondations au Népal, le réchauffement et la fréquence plus élevée des précipitations au Mexique, la montée du niveau des eaux dans le Pacifique sud.

### Louisiane
Statut des « migrants environnementaux »
« La protection dont bénéficient les réfugiés environnementaux aujourd’hui reste très aléatoire » explique François Gemenne. Dans bien des circonstances, pourtant, c’est une aide d’urgence qui est apportée, et non une aide à la reconstruction et à la réinstallation[réf. nécessaire].
Désastre social
L’ouragan Katrina démontre l’interaction entre les catastrophes naturelles et les populations défavorisées.
En effet, ce sont les populations les plus pauvres qui sont les plus vulnérables au changement climatique. De plus, la dégradation du milieu produit généralement une dégradation des conditions économiques, souvent cause principale du départ. Les réfugiés de l’ouragan Katrina sont le produit d’une catastrophe environnementale où se mêlent des facteurs politiques, économiques, culturels préexistants.
Hostilité généralisée
Le mal de vivre persistant des réfugiés de Katrina peut s’expliquer par l’absence d’opportunité mais surtout l’accueil hostile des locaux (e.g. regroupement des évacués dans des hébergements transitoires, policiers aux entrées de ville pour empêcher l’entrée des personnes évacuées, recherche systématique d’antécédents criminels sur tous les réfugiés).
Dans la plupart des migrations, les conflits étaient dus à la raréfaction des ressources et à des problèmes environnementaux [Mancebo F., 2006, Kaplan R. D., 1994 ; Homer-Dixon T. F., 1999]. Le cyclone Katrina combine les deux aspects : en amont, la catastrophe et l’inondation de la Nouvelle-Orléans ; en aval, la dégradation des conditions de vie dans les villes accueillant les réfugiés avec surdensité et pression immobilière accrue, si l’on considère l’environnement au sens large. Le cyclone Katrina a été largement couvert par les médias américains, déclenchant une vague de sympathie et de pitié pour ses victimes. Pourtant, quasi simultanément, une franche hostilité s’est manifestée dans les espaces d’accueil. Le rejet dont font l’objet les réfugiés de Katrina de la part des communautés qui les accueillent trouve, certes, sa source dans le fait qu’ils sont majoritairement noirs, pauvres, venant de milieux où la crimininalité est plus importante.

### Népal
Existe-t-il un lien entre d’une part, les changements climatiques et/ou environnementaux et d’autre part, les migrations humaines observées au Népal ? Peu de données sont disponibles pour permettre de répondre à cette question. On reporte cependant que la migration interne la plus importante se fait d’aires rurales en aires rurales (68,2 %), contre 25,5 % des migrations internes totales d’aires rurales à urbaines. Ces mouvements se font depuis les altitudes élevées à basses, vidant les parties du Moyen-Ouest et de l’extrême Ouest de leur population. Internationalement, 77,3 % de la communauté népalaise serait expatriée en Inde (900.000 Népalais) grâce à la frontière ouverte entre les deux pays. Les migrations vers les États du Golfe sont estimées officiellement à 110 000, mais pensées à 170 000 (14,5 %), tandis que 40 000 Népalais auraient émigré en Europe, aux USA, au Japon et en Australie (3,5 %). Pour quelles raisons ? Mariage (23 %), agriculture (18,1 %), service (11,5 %), études (10,3 %), business (5,5 %) et autres (31,6 %). Cette catégorie « autres » comprend-elle les raisons environnementales ? Et existe-t-il des migrations purement « environnementales » ou causées par les changements climatiques ?
Lorsque l'on isole cette relation, c'est-à-dire à des variables sociales et économiques constantes, on découvre que les changements environnementaux induisent plutôt des déplacements locaux de courte distance. Plus précisément, 3 facteurs poussent les populations à émigrer : le déclin perçu de la productivité, la diminution du couvert du sol et la hausse du temps requis pour rassembler du bois de combustion. Ces conclusions sont partagées et soutenues par d'autres : un déclin dans l’accès aux ressources forestières augmente la probabilité de migrer pour l’unique raison de trouver du travail (localement et internationalement). Cependant, ces constats ne s’appliquent qu’à une société agraire (vallée Chitwan) où les activités de production et consommation sont inter-reliées aux ressources environnementales.
Selon Eric Lambin, il est important de considérer la complémentarité des différents courants s'intéressant à la migration sous différents angles (pour le travail, pour la sécurité, environnement-migration, etc.) et de penser que la « relation entre environnement et migration est toujours indirecte et contextuelle ». Elle est complexe et y apposer l’adjectif « environnemental » « place tout le poids de la décision de migrer sur les facteurs répulsifs, qui seraient principalement de nature environnementale, sans considérer le pouvoir d’attraction que représentent les nouveaux avantages économiques de la région d’accueil. En réalité, les deux groupes de causes s’entremêlent toujours, ce qui rend très théorique la séparation entre émigrants purement environnementaux et émigrants purement économiques. Les conditions environnementales sont l’un des éléments du contexte général au sein duquel les décisions de migrer sont prises par des individus ».
Bien entendu, le facteur environnemental est, dans le cas des GLOFs au Népal, plus saillant et peut expliquer un déplacement soudain et inattendu. Bien que les approches divergent, la plupart des auteurs converge sur un point : le Népal est un cas d’étude idéal pour étudier le lien environnement-migration. Par sa situation topographique en pente, l’importance du secteur agricole et de la population rurale, la pauvreté de sa population — 25,2 % de la population vit sous le seuil de pauvreté national —, le Népal et ses habitants sont particulièrement vulnérables aux processus climatiques et environnementaux.
« Les réponses potentielles et actuelles au changement climatique et au retrait des glaces dans le petit royaume himalayen du Népal sont façonnées par les conditions géographiques et socioéconomiques ». D’un point de vue géographique, les zones montagneuses et de collines regroupent la moitié de la population mais il s’agit de régions perpétuellement en manque de denrées alimentaires de base et où les infrastructures de transport sont peu développées. La troisième zone, celle de Terai, compte l’autre moitié de la population et seul ce district dispose de surplus alimentaire. Ceci suggère que les patterns de migration et les vulnérabilités au changement environnemental diffèrent selon les zones et à l’intérieur des districts. 
Il s’agit donc de la combinaison des facteurs économique, politique, social, démographique et environnemental qui affecte directement la dangerosité d’un endroit et indirectement la migration à travers les facteurs économiques (ie : modification des moyens d’existence) et politiques (ie : affectation des conflits pour les ressources). La migration environnementale en tant que telle n’existe pas, excepté à court terme. Peut-être alors le terme de « déplacement » serait-il plus approprié ? Cette question de définition est fort débattue actuellement car elle a des répercussions géopolitiques. En effet, les phénomènes socio-naturels outrepassent les frontières nationales et c’est ainsi que de nombreux GLOFs recensés au Népal sont partis du Tibet, situé au Nord du pays.
Finalement, on voit apparaître un cercle rétroactif de la migration. En effet, l’absence de mouvements migratoires qui caractérisait la société népalaise depuis 100 ans prit fin dans les années 1950 à la suite de l’accélération de la croissance démographique dans les régions montagneuses. Ceci mena à une fragilisation des écosystèmes (intensification des terres). La plus grande vulnérabilité aux glissements de terrain et inondations provoqua d’importantes pertes humaines et en ressources, conduisant à des politiques de redistribution de la population dans les vallées forestières. La rapide urbanisation de ces régions modifia la structure sociale et économique (irrigation, mécanisation, infrastructures routières,…) associée à des changements rapides des conditions environnementales. Cette explication historique met en lumière que finalement, chaque facteur alimente la boucle rétroactive, entre autres la relation environnement-migration qui, au Népal, ne peut être appuyée que par de trop rares données quantitatives.